# Kolej transandyjska
Kolej Transandyjska (hiszp.: Ferrocarril Trasandino) – istniejąca w latach 1910–1984 wąskotorowa linia kolejowa o rozstawie szyn 1000 mm,  długości 248 km, łącząca Los Andes w Chile z Mendozą w Argentynie, poprzez przełęcz Paso de la Cumbre  (3832 m) w Andach.

## Historia

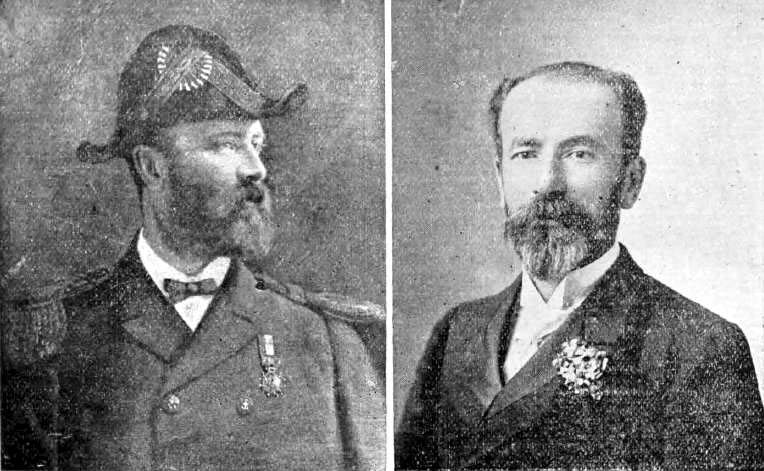
Bracia Clark – budowniczowie linii

Pierwsze projekty budowy linii kolejowej łączącej Argentynę i Chile pochodzą z połowy XIX wieku, gdy braciom Clark udało się wybudować transandyjską linię telegraficzną z Santiago do Mendozy. Następnie zamierzali oni wybudować kolej wzdłuż dawnego traktu handlowego łączącego Chile z Argentyną, po którym odbywał się transport juczny na mułach, oraz pieszy. Koncesja na budowę kolei została wydana braciom Clark przez rząd chilijski w 1874 roku, ale prace rozpoczęły się kilkanaście lat później z powodu problemów finansowych. Linię zaczęto budować od strony argentyńskiej, jako pierwszy w 1891 r. ukończono odcinek z Mendozy do Uspallata a następnie sukcesywnie wydłużano ją aż do przełęczy Paso de la Cumbre w roku 1903. Po stronie chilijskiej pierwsze odcinki ukończono w 1906, a z linią argentyńską połączono w roku 1910 tunelem pod przełęczą. Przed ukończeniem budowy spółka chilijska została przejęta przez brytyjskie Towarzystwo Kolei Transandyjskiej. Wąskotorowy odcinek połączył systemy kolejowe obu państw od Valapraiso aż do Buenos Aires (w sumie 1408 km), wymagał  jednak przesiadek i przeładunków z powodu zmiany rozstawu szyn na trasie (większość linii kolejowych w Ameryce Południowej jest szerokotorowa – 1676 mm). Podróż na całej linii trwała 36 godzin, włącznie z przesiadkami w Mendozie i Los Andes, alternatywna podróż drogą morską wokół przylądka Horn zajmowała kilkanaście dni.
Mimo tej przewagi, kolej nie odniosła wielkiego sukcesu komercyjnego.  Ładunki towarów nie mogły być zbyt wielkie z uwagi na ograniczone warunki techniczne linii a ich przewóz był dość powolny. Również wagony pasażerskie dalekie były od komfortu z uwagi na lekką konstrukcję i małą pojemność. Częste były przypadki wykolejenia pociągów na stromych odcinkach i ciasnych łukach, zimą transport był często zatrzymywany, nawet na kilka dni, przez zaspy lub lawiny. W drugiej połowie XX wieku doszła konkurencja w postaci transportu drogowego, gdyż równolegle do linii kolejowej wybudowano szosę będą częścią Drogi Panamerykańskiej (droga nr 60 w Chile i nr 7 w Argentynie). 
Do upadku znaczenia linii kolejowej przyczyniły się napięcia pomiędzy Argentyną i Chile w latach 1977-1978 na tle sporu o przynależność Kanału Beagle i wysp leżących nad nim. Wstrzymano wówczas całkowicie ruch kolejowy, a armia chilijska rozważała nawet zniszczenie kluczowych obiektów na trasie kolei. Później  wznowiono na krótko ruch pasażerski, ale w 1984 roku linią przejechał ostatni pociąg. Od tego czasu wiele kilometrów torów po obu stronach granicy zostało rozebranych, bądź rozkradzionych, linia jest nieprzejezdna, z wyjątkiem odcinka poniżej Rio Blanco w Chile, który służy do transportu zaopatrzenia do kopalń miedzi.
W pierwszej dekadzie XXI wieku pojawiły się projekty odbudowy kolei wraz z wykonaniem nowego, znacznie niżej położonego (ok. 2500 m) tunelu pod Andami o długości 23 km, która mogłaby obsłużyć nawet do 80% przewozu ładunków pomiędzy Chile, Argentyną i Brazylią, jednakże jej koszt szacowany na 3 miliardy dolarów spowodował, że pomysł nie wyszedł poza stadium projektu.

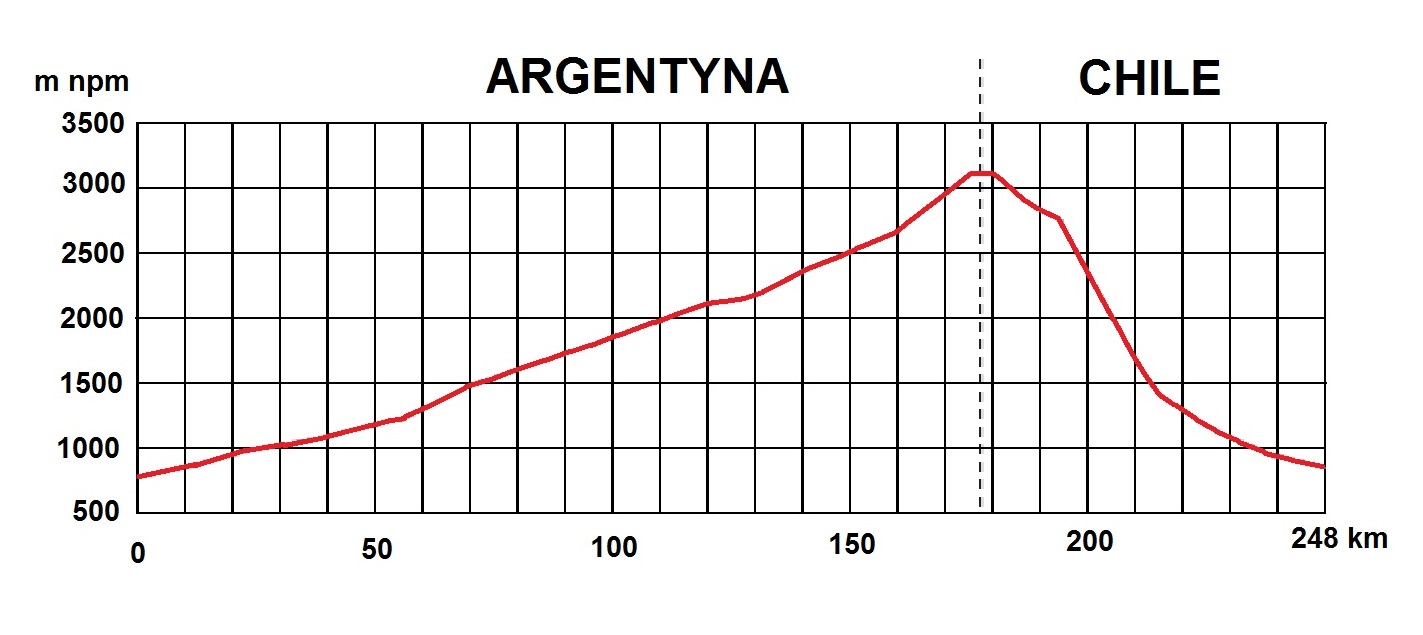
Profil pionowy Kolei Transandyjskiej

## Charakterystyka linii
Z uwagi na znaczne nachylenie torów w rejonach wysokogórskich na wielu odcinkach konieczne było wprowadzenie  trakcji zębatej, z dodatkową szyną systemu Abta.  Po stronie chilijskiej takich odcinków było siedem, o łącznej długości 24 km, z nachyleniem dochodzącym do 7,7%, zaś po stronie argentyńskiej – dziewięć, o długości 40 km, z maksymalnym nachyleniem 5,9%. Pod przełęczą Cumbre wybudowano tunel o długości 3200 m. W wielu miejscach na stromych zboczach trzeba było wybudować specjalne daszki chroniące tory przed lawinami śnieżnymi. Linia była jednotorowa, początkowo obsługiwana  trakcją parową, przy pomocy lokomotyw Kirson-Meyer, w roku 1927 została zelektryfikowana (zasilanie prądem stałym o napięciu 3000 V), wprowadzono wtedy elektrowozy produkcji szwajcarskiej firmy SLM. Cała trasa liczyła 248 km, znajdowało się na niej 17 stacji, 55 mostów i 17 tuneli.

## Galeria

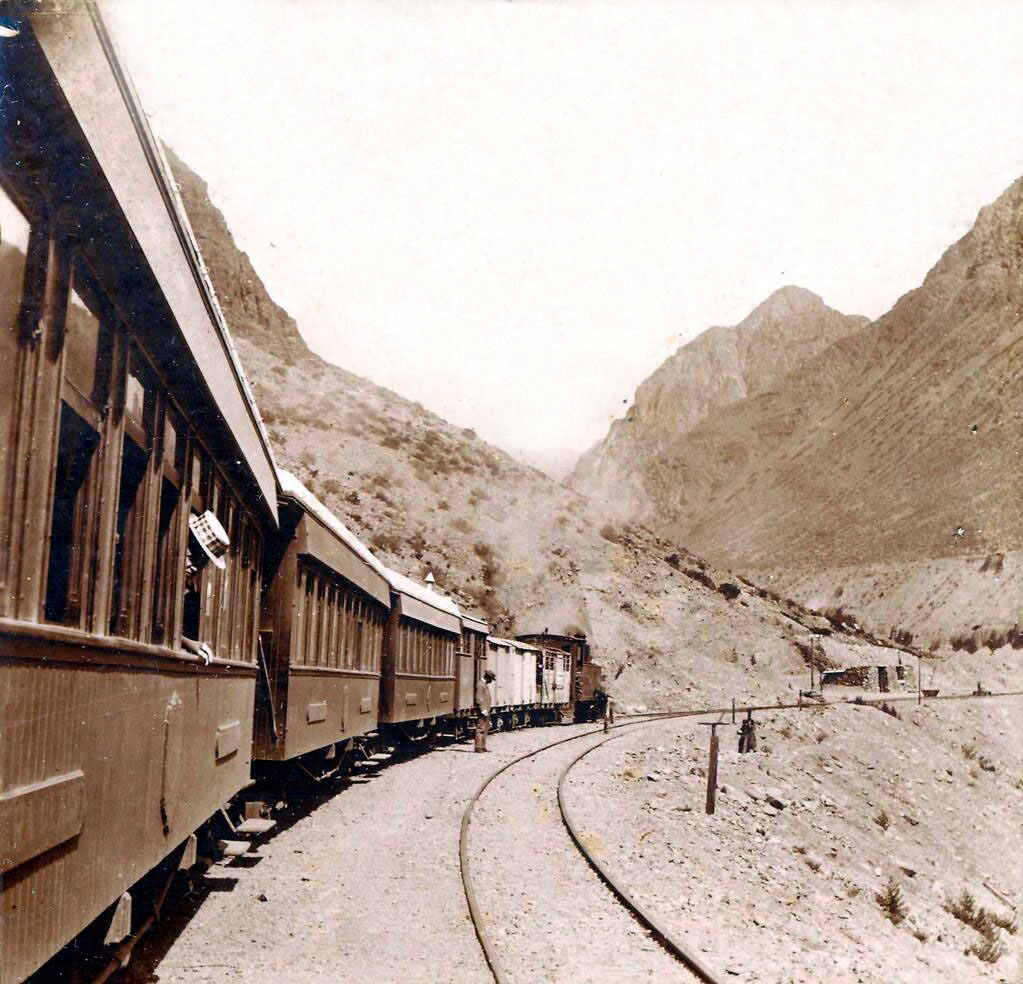
Pociąg na trasie linii kolejowej, koniec XIX w.
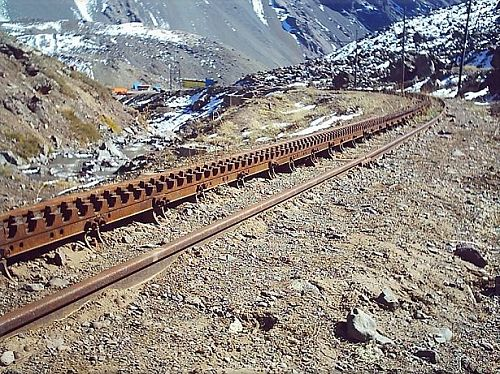
Szyna zębata na stromym odcinku linii
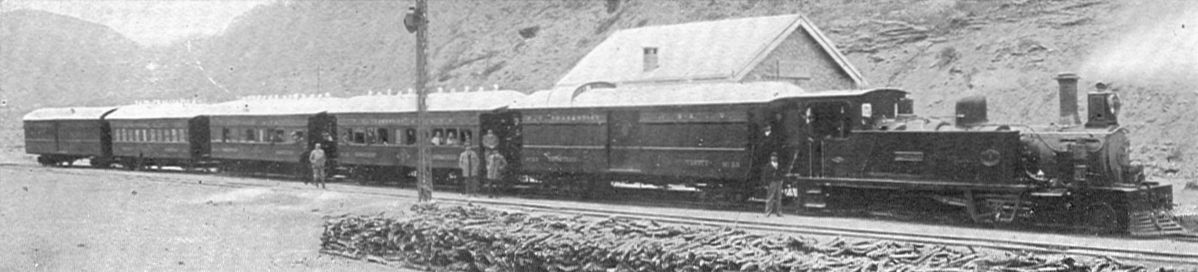
Pociąg na stacji w Mendozie
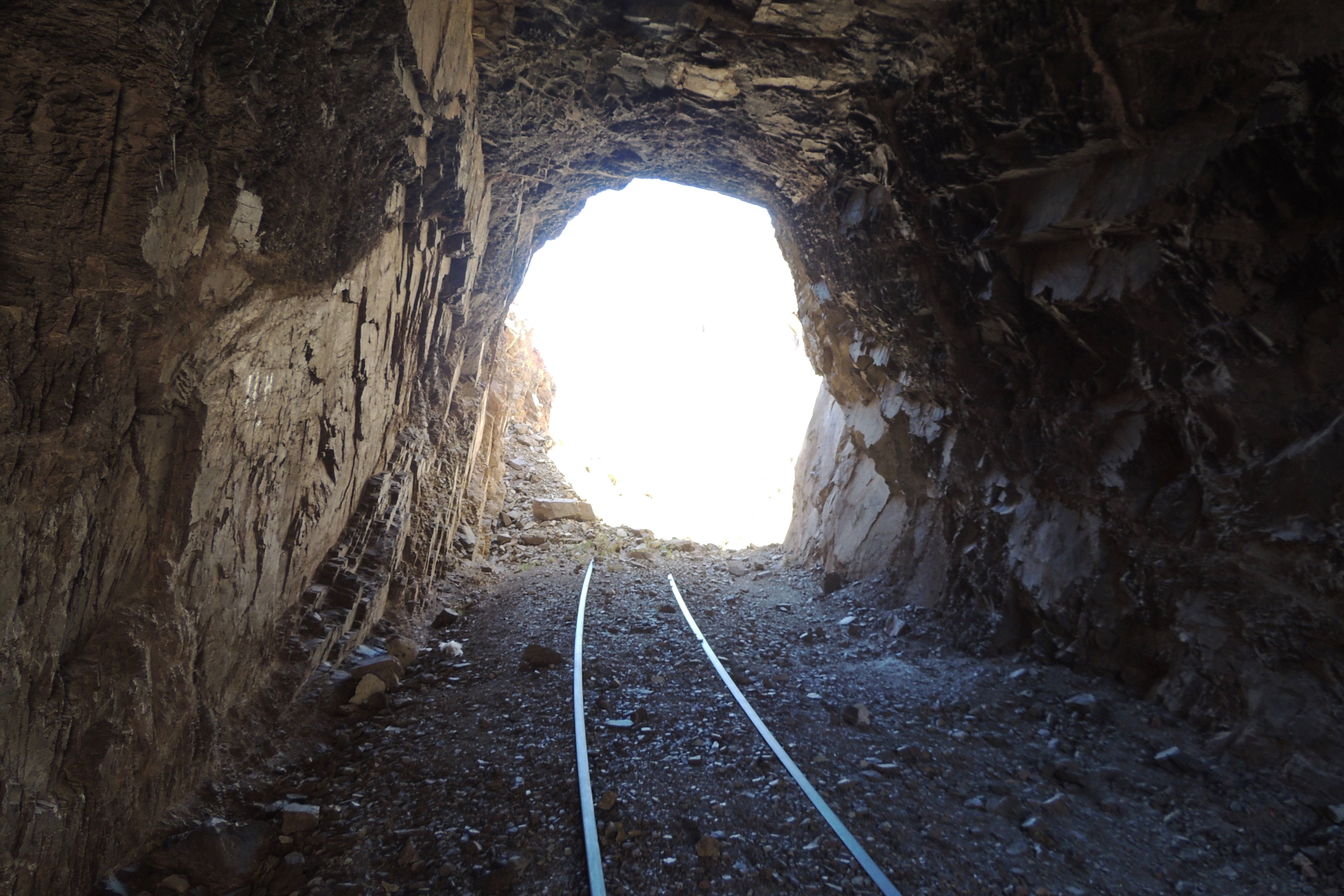
Tunel w okolicy Mendozy
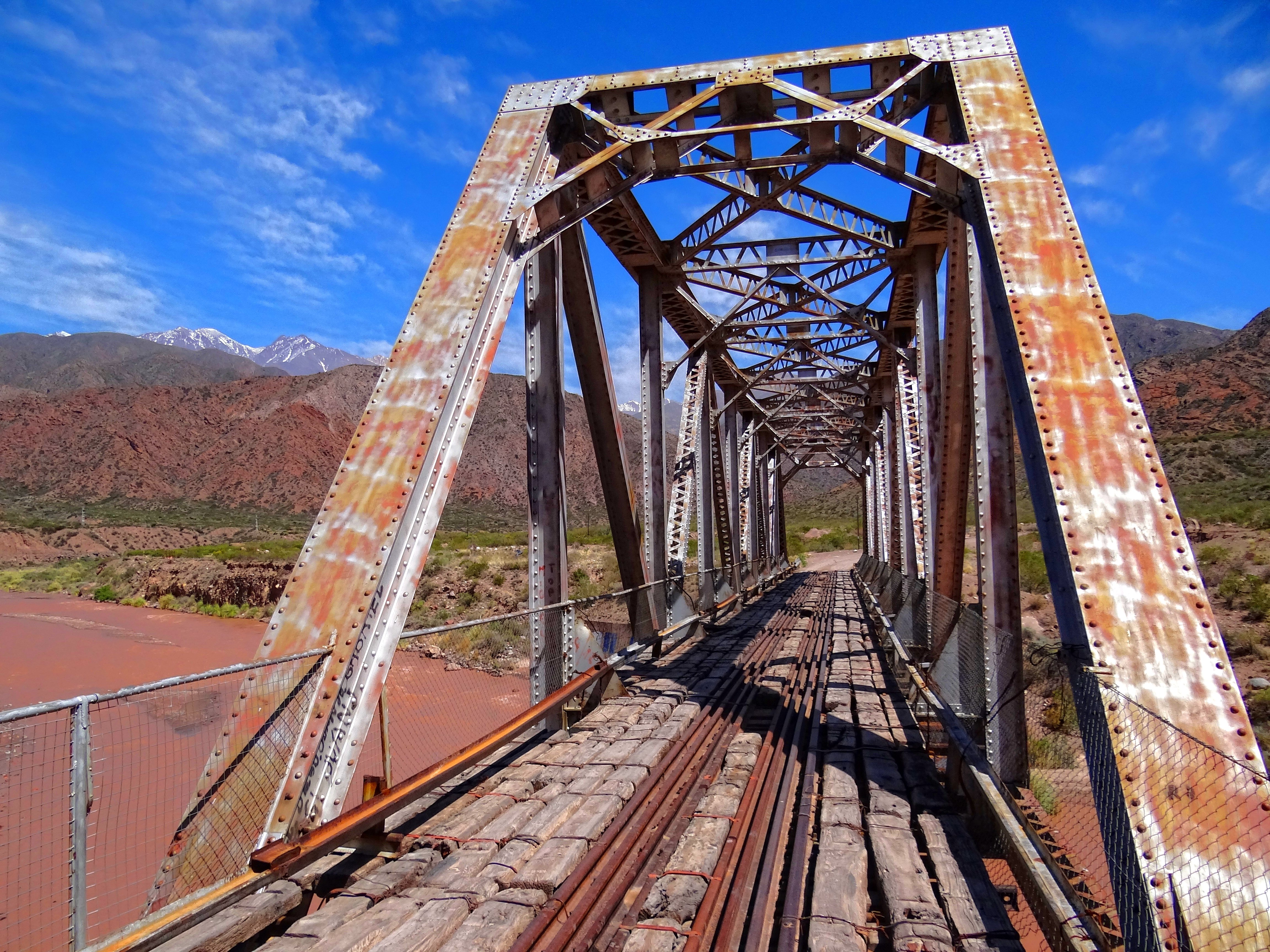
Most kolejowy w okolicy Mendozy
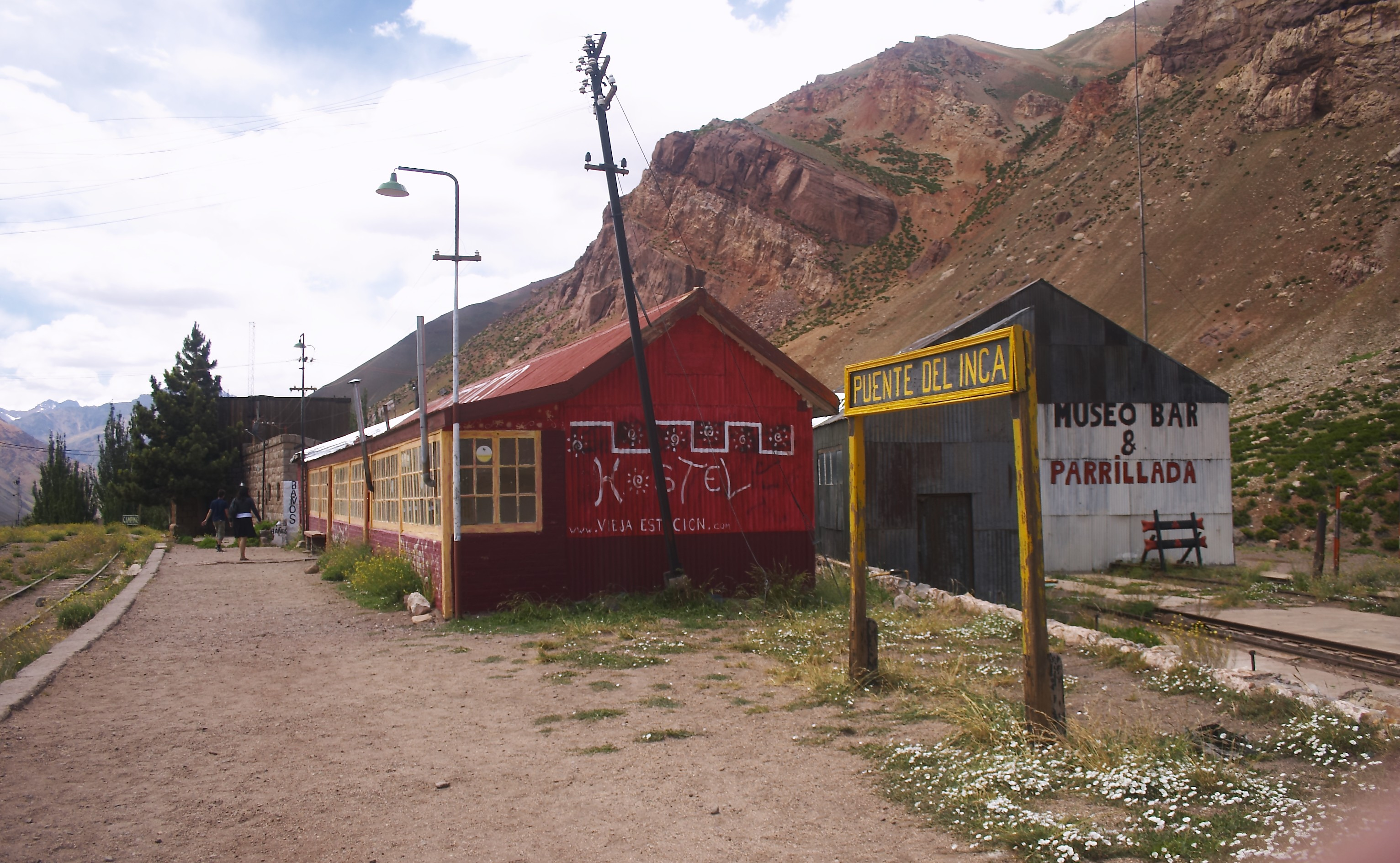
Stacja Puente del Inca w 2007 r.
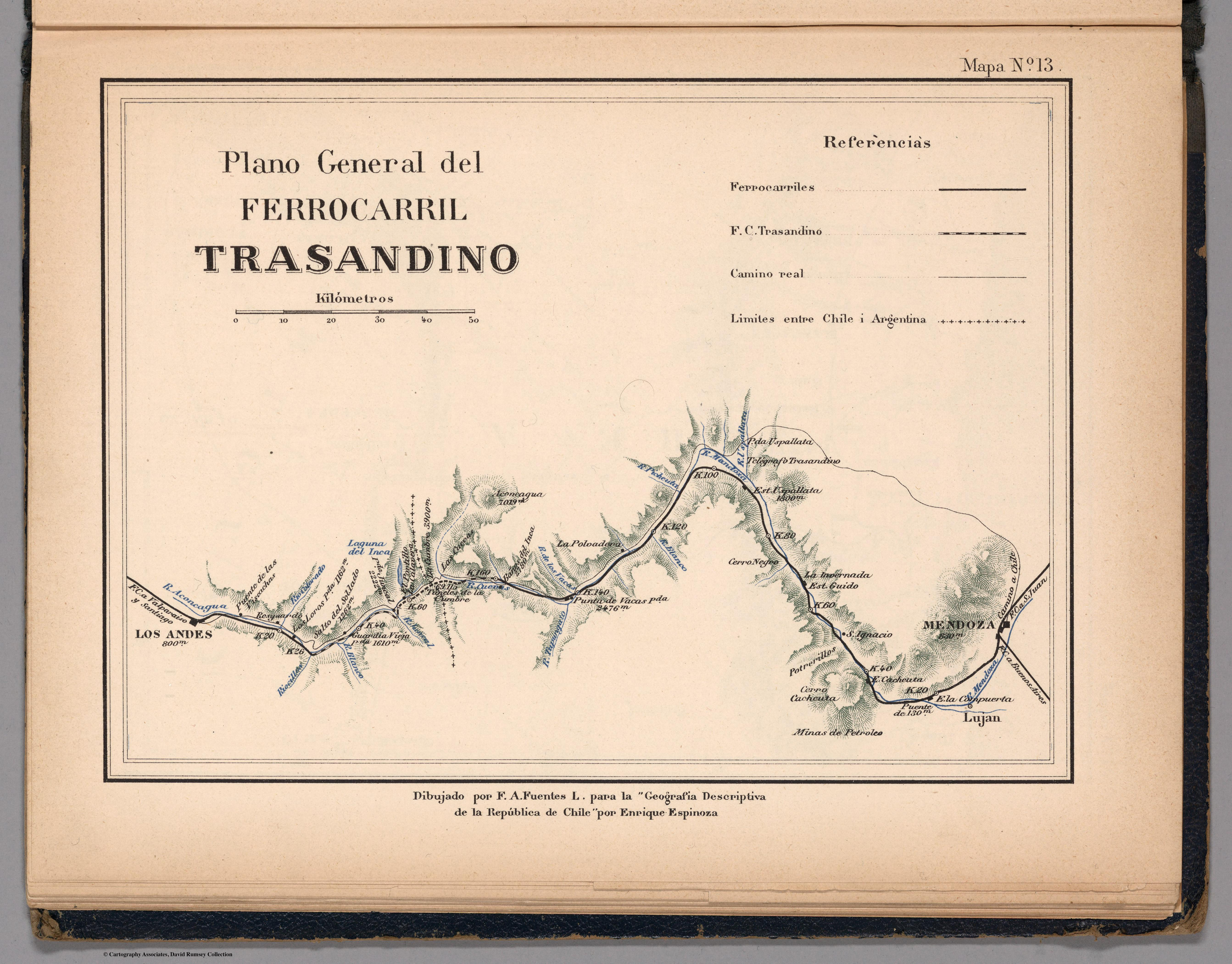
Mapa linii tranasandyjskiej